# إيبرت كاردوسو دا سيلفا
إيبرت كاردوسو دا سيلفا (بالبرتغالية: Ebert‏) هو لاعب كرة قدم برازيلي في مركز الدفاع، ولد في 25 مايو 1993 في نورثلاند في البرازيل. لعب مع FC Stal Kamianske ‏.

## وصلات خارجية
- إيبرت كاردوسو دا سيلفا على موقع اتحاد أوكرانيا (الإنجليزية)
- إيبرت كاردوسو دا سيلفا على موقع قاعدة بيانات كرة القدم.إي يو (الإنجليزية)
- إيبرت كاردوسو دا سيلفا على موقع Soccerway.com (الإنجليزية)
- إيبرت كاردوسو دا سيلفا على موقع عالم كرة القدم.نت (الإنجليزية)